# Nado Canuti
Nado Canuti (Bettolle, 6 agosto 1929) è un artista e partigiano italiano.

## Biografia
Nasce a Bettolle (SI) il 6 agosto del 1929
A soli 14 anni aderisce al movimento antifascista donando tutto il suo arsenale ottenuto dopo vari furti ai fascisti e nazisti stanziati in Toscana ai partigiani insediati sulle colline dell'Aretino Casentinese. Questa sua voglia di combattere i regimi dittatoriali nasce dopo aver visto le costanti atrocità perpetuate ai cittadini italiani dalle truppe di Mussolini e di Hitler. Durante questi anni di guerra l'artista perde una mano per colpa di una mina inesplosa trovata da un suo amico nel cortile della scuola di Bettolle.
La carriera artistica di Nado Canuti, inizia nel 1959, quando incoraggiato dai suoi tre amici e storici dell’arte Maccari Fortunato Bellonzi e Pier Carlo Santini, esordisce come pittore autodidatta presentando i suoi primi lavori alla Biblioteca Comunale di Piombino. Negli anni ’60 abbandona definitivamente il suo lavoro all’Italsider di Piombino per trasferirsi a Milano, passo determinante per la sua carriera, infatti è nel capoluogo lombardo che l'artista riceve i primi consensi sia a livello di mercato che critico.
In questi anni Canuti inizia a dedicarsi prettamente alla scultura. Le sue prime opere sono caratterizzate da un aspetto macabro e sviluppano temi legati al dolore della guerra. Le Apparizioni, Metamorfosi e Deposizioni mostrano varie versioni di questo dolore sentito dall'artista. Nel 1971, con la nascita del figlio, l'arte di Canuti cambia e abbraccia il tema del sogno e della favola. Le sue sculture diventano colorate e "movibili". Infatti Canuti vuole creare una scultura che si muove e che può essere usata dalle persone per giocare e raccontare storie. Questo suo pensiero, Canuti, lo descrive in un testo del 1993 intitolato “Mutevole Forma”. Alcune opere movibili sono state in mostra al Palazzo Reale di Milano accompagnate da un testo di Elena Pontiggia, che le descrive come dei “teatri portatili”, infatti le figure rappresentate, attraverso un magnete attaccato sul retro sono movibili dallo spettatore.
Dai primi anni 2000 concepisce la serie di pendenti, sculture da soffitto che richiamano i mobiles di Calder. Queste opere mobili si compongono di una struttura quadrata con appoggiate alcune figure umane accompagnate da volatili, simboli di speranza.
Oltre ad essere un eccellente scultore, Canuti crea anche dei collage e dei particolarissimi gioielli che richiamano alcune figure delle sue opere.
Numerose sono le mostre a cui l’artista ha partecipato, tra cui, IX e X Quadriennale d'Arte di Roma con sala personale, dal 1959 ad oggi ha tenuto oltre 70 personali e 150 collettive in Italia, Germania, Francia, Svizzera, Austria, Nord Europa, Paesi Arabi, Stati Uniti, Paesi Latino Americani, Messico, Giappone, Kenya. Significative, nel 2001 la grande mostra a Palazzo Reale di Milano e, nel 2002, quella al Museo Tadini di Lovere. Le sue opere figurano in musei italiani e stranieri, in numerose collezioni pubbliche e private ed in chiese e santuari. Ha realizzato opere monumentali di grande significato artistico e culturale in Italia e all'estero
Attualmente vive e lavora a Milano.

## Officina Canuti
Nel 2007 i comuni della Valdera di Pontedera, Ponsacco, Lajatico e Palaia hanno ospitato l'Officina Canuti.  Il progetto, coordinato dall'architetto Alberto Bartalini, ha collocato opere e arredi urbani all'interno dei comuni suddetti.